# Seppo Koponen
Seppo Koponen (Turku, 2 novembre 1944) è un aracnologo e zoologo finlandese.

## Biografia
Specializzato all'Università di Turku in ecologia e sistematica zoologica, ha anche approfondito materie come botanica, genetica e geografia.
Si è appassionato al mondo aracnologico grazie al suo maestro e mentore Pekka Lehtinen (1934- ). Alla fine degli anni sessanta è diventato assistente del dipartimento di zoologia della facoltà, per poi divenire il curatore delle collezioni del museo zoologico dell'Università di Turku nel 1971, proseguendo quest'impegno per 40 anni, fino al 2011.

## Spedizioni
Ha partecipato a numerose spedizioni, principalmente nelle alte latitudini nord del pianeta: Groenlandia (1976); Canada settentrionale (varie spedizione dagli anni settanta agli anni novanta); Islanda (1979 e 1992); Scozia (1980); isole Spitzbergen (1980); Alaska (1982); isole Fær Øer (1984); Russia: Jacuzia (1977 e 2002), Repubblica dei Komi (1984 e 1992), Kazakistan (1989), Urali settentrionali (1994), Tuva (1995), Transbaikalia (1996), provincia di Magadan (1997) e provincia di Primorje (1998). Inoltre è stato anche in diversi luoghi del Mediterraneo e della Macaronesia.

## Campi di ricerca
Ha pubblicato oltre 300 lavori sugli aracnidi, di cui oltre 150 sui ragni che si possono suddividere nelle seguenti aree tematiche specifiche:
1. ragni della Finlandia e della Scandinavia
2. ragni artici: Groenlandia, Spitzbergen, Québec, Jacuzia e Urali settentrionali
3. studi sulle popolazioni aracnologiche di determinate regioni: arcipelaghi finlandesi, Lapponia, Tuva, Jacuzia, Groenlandia, monti Altaj, Siberia centrale e Russia orientale
4. oltre 50 lavori su revisioni tassonomiche, con la descrizione di 6 generi e 99 specie nuove di ragni. Il tutto in collaborazione con colleghi russi, ucraini, kazaki e finlandesi

## Taxa descritti
- Azerithonica Guseinov, Marusik & Koponen, 2005, genere di ragni della famiglia Agelenidae
- Paratmeticus Marusik & Koponen, 2010, genere di ragni della famiglia Linyphiidae
- Uusitaloia Marusik, Koponen & Danilov, 2001, genere di ragni della famiglia Linyphiidae
- Praestigia sibirica Marusik, Gnelitsa & Koponen, 2008, ragno della famiglia Linyphiidae
- Procerocymbium dondalei Marusik & Koponen, 2001, ragno della famiglia Linyphiidae

## Taxa denominati in suo onore
1. Koponenius Golovatch & Van den Spiegel, 2014, genere di diplopode appartenente alla famiglia Haplodesmidae
2. Peyerimhoffia sepei Hippa & Vilkamaa, 2005, specie di dittero della famiglia Sciaridae
3. Seppo Selden & Dunlop, 2014, genere di ragni fossili dell'ordine Palpimanoidea
4. Alopecosa koponeni Blagoev & Dondale, 2014, ragno della famiglia Lycosidae
5. Amaurobius koponeni Marusik, Ballarin & Omelko, 2012, ragno della famiglia Amaurobiidae
6. Berlandina koponeni Marusik, Fomichev & Omelko, 2014, ragno della famiglia Gnaphosidae
7. Chalcoscirtus koponeni Logunov & Marusik, 1999, ragno della famiglia Salticidae
8. Gnaphosa koponeni Marusik & Omelko, 2014, ragno della famiglia Gnaphosidae
9. Oreoneta sepe Saaristo & Marusik, 2004, ragno della famiglia Linyphiidae
10. Pharta koponeni Benjamin, 2014, ragno della famiglia Thomisidae
11. Scytodes seppoi Bosmans & Van Keer, 2014, ragno della famiglia Scytodidae
12. Seppo koponeni Selden & Dunlop, 2014, ragno fossile dell'ordine Palpimanoidea
13. Sibirocosa koponeni Omelko & Marusik, 2013 ragno della famiglia Lycosidae)
14. Silometopuoides koponeni (Eskov & Marusik, 1994) ragno della famiglia Linyphiidae)
15. Uroballus koponeni Logunov, 2014 ragno della famiglia Salticidae)
16. Wabasso koponeni Tanasevitch, 2006 ragno della famiglia Linyphiidae)

## Opere e pubblicazioni
Di seguito l'elenco delle principali opere aracnologiche:
- Lehtinen, P.T., Koponen, S. & Saaristo, M., 1979 - Studies on the spider fauna of the southwestern archipelago of Finland II. The Aland mainland and the island of Eckerö. Memoranda Societatis pro Fauna et Flora Fennica vol.55, pp. 33–52.
- Hippa, H., Koponen, S. & Mannila, R., 1984 - Invertebrates of Scandinavian caves I. Araneae, Opiliones, and Pseudoscorpionida (Arachnida). Annales Entomologici Fennici vol.50, pp. 23–29.
- Hippa, H., Koponen, S. & Oksala, I., 1986 - Revision and classification of the Holarctic species of the Ozyptila rauda group (Araneae, Thomisidae). Annales Zoologici Fennici vol.23, pp. 321–328.
- Hippa, H. & Koponen, S., 1991 - A correction to our paper on the Ozyptila rauda group (Thomisidae). Newsletter of the British Arachnological Society vol.61, pp. 7.
- Marusik, Y.M. & Koponen, S., 1992 - A review of Meta (Araneae, Tetragnathidae), with description of two new species. Journal of Arachnology vol.20, pp. 137–143.
- Marusik, Y.M. & Koponen, S., 1998 - New and little known spiders of the subfamily Dictyninae (Araneae: Dictynidae) from south Siberia. Entomological Problems vol.29, pp. 79–86.
- Koponen, S., Hoffmann, J. & Marusik, Y.M., 2002 - Kikimora palustris Eskov, 1988 (Araneae: Linyphiidae) found in Europe. Entomologica Fennica vol.13, pp. 129–133.
- Logunov, D.V. & Koponen, S., 2002 - Redescription and distribution of Phlegra hentzi (Marx, 1890) comb. n. (Araneae, Salticidae). Bulletin of the British Arachnological Society vol.12, pp. 264–267.
- Logunov, D.V., Marusik, Y.M. & Koponen, S., 2002 - Redescription of a poorly known spider species, Xysticus kulczynskii Wierzbicki 1902 (Araneae: Thomisidae). Acta Arachnologica, Tokyo vol.51, pp. 99–104.
- Guseinov, E.F., Marusik, Y.M. & Koponen, S., 2005 - Spiders (Arachnida: Aranei) of Azerbaijan 5. Faunistic review of the funnel-web spiders (Agelenidae) with the description of a new genus and species. Arthropoda Selecta vol.14, pp. 153–177.
- Gnelitsa, V.A. & Koponen, S., 2010 - A new species of the genus Macrargus (Araneae, Linyphiidae, Micronetinae) from the north-east of Ukraine and redescription of two related species. Vestnik Zoologii vol.44, pp. 291–299.
- Ballarin, F., Marusik, Y.M., Omelko, M.M. & Koponen, S., 2012 - On the Pardosa monticola species-group (Araneae: Lycosidae) from middle Asia. Arthropoda Selecta vol.21, pp. 161–182.
- Fomichev, A.A., Marusik, Y.M. & Koponen, S., 2014 - A new species of Xysticus C.L. Koch, 1835 (Aranei: Thomisidae) from South Siberia. Arthropoda Selecta vol.23 (2), pp. 127–134.